# Parafia Caldwell
Parafia Caldwell (ang. Caldwell Parish) – parafia cywilna w stanie Luizjana w Stanach Zjednoczonych. Obszar całkowity parafii obejmuje powierzchnię 540,73 mil2 (1 400,49 km²). Według danych z 2010 r. parafia miała 10 132 mieszkańców. Parafia powstała w 6 marca 1838 roku, a jej nazwa pochodzi od nazwiska rodziny Caldwell, której przedstawiciele posiadali dużą plantację, a także byli aktywni politycznie na terenie Luizjany.

## Sąsiednie parafie
- Parafia Ouachita (północ)
- Parafia Richland (północny wschód)
- Parafia Franklin (wschód)
- Parafia Catahoula (południowy wschód)
- Parafia La Salle (południe)
- Parafia Winn (południowy zachód)
- Parafia Jackson (północny zachód)

## Miasta
- Columbia

## Wioski
- Banks Springs (CDP)
- Clarks
- Grayson